# نيغروس
نيغروس (بالانجليزية:Negros /ˈneɪɡrɒs/) هي رابع أكبر جزيرة في الفلبين، وتبلغ مساحتها 13309.60 كيلومتر مربع (5138.87 ميل مربع). نيغروس هي واحدة من العديد من الجزر التي تضم فيساياس، في الجزء الأوسط من البلاد. ويطلق على السكان الأصليين الساكنين في الجزيرة غالباً محلياً نيغروسانونس (بالانجليزية: Negrenses). بحلول عام 2015 بلغ عدد سكان الجزيرة 4,414,131 نسمة.
في الفترة من 29 مايو 2015 إلى 9 أغسطس 2017، كانت الجزيرة بأكملها محكومة كمنطقة إدارية والتي سميت رسميًا باسم منطقة جزيرة نيغروس التي تضم مدينة باكولود شديدة التحضر ومقاطعات نيغروس أوتشيدنتال ونيغروس أورينتال، جنبًا إلى جنب مع ما يقابلها من الجزر والجزر النائية داخل منطقة إقليمية إجمالية تبلغ مساحتها 13,350.74 كيلومتر مربع (5,154.75 ميل مربع) تم إنشاؤه في 29 مايو 2015 بموجب «الأمر التنفيذي رقم 183» الصادر عن بنينو اكينو الثالث، الذي كان رئيس الفلبين في ذلك الوقت. وتم إنشاؤها في 29 مايو 2015 بموجب الأمر التنفيذي رقم 183 الصادر عن بنينو أكينو الثالث الذي كان رئيساً للفلبين في ذلك الوقت. في 9 أغسطس 2017، وقع الرئيس رودريغو دوتيرتي على الأمر التنفيذي رقم 38 الذي يحل منطقة جزيرة نيجروس.

## التاريخ

### عصر ما قبل الاستعمار

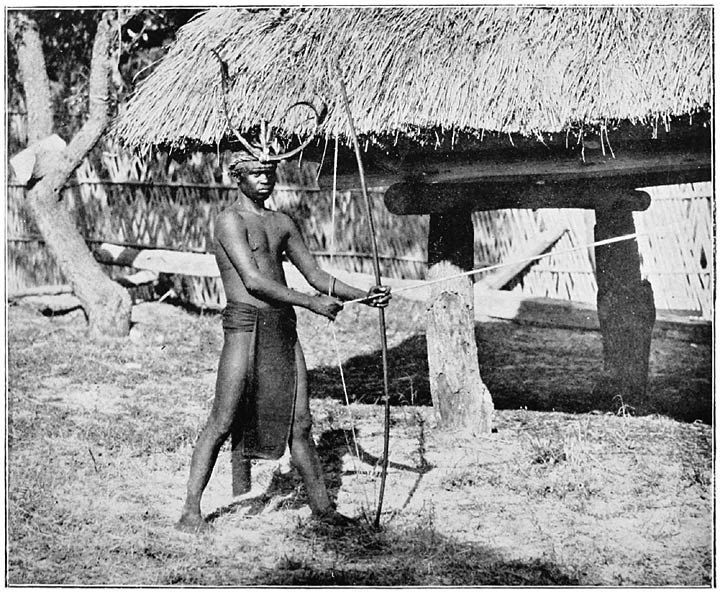
رجل من الآتي مع قوس صيد (حوالي عام 1900) من جزيرة نيغروس

كانت الجزيرة يطلق عليها في الأصل اسم «بوغلاس»، وهي كلمة هيليغايونية قديمة يُعتقد أنها تعني «مقطوعة»، حيث يُعتقد أن الجزيرة قد انفصلت عن مساحة أكبر من اليابسة بسبب ارتفاع منسوب المياه خلال العصر الجليدي الأخير.
كان من بين سكانها الأوائل شعب آتي ذو البشرة الداكنة، وهو واحد من عدة مجموعات نيغريتو العرقية الأصلية المنتشرة في جميع أنحاء جنوب شرق آسيا والتي تمتلك ثقافة فريدة من نوعها. سرعان ما سقطت الأجزاء الغربية من الجزيرة تحت الحكم الرمزي لكيداتوان ماديا - من جزيرتي باناي وغيماراس المجاورتين، بينما تأثرت أقصى المناطق الشرقية بجزيرة سيبان من سيبو المجاورة.

### الاستعمار الاسباني

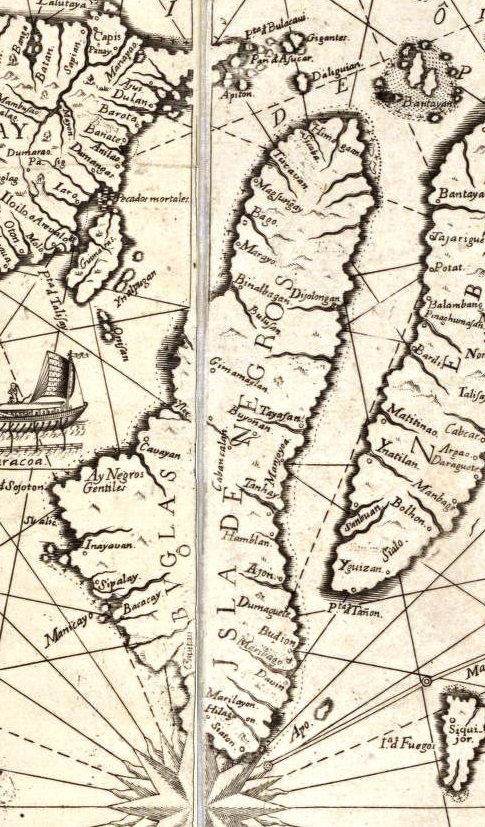
جزيرة نيغروس ("بوغلاس") كما هو موضح في مخطط لاس يسلاس فلبيناس (1734)

عند وصولهم إلى الجزيرة في أبريل 1565، أطلق المستعمرون الأسبان على الأرض اسم نيغروس، بعد أن لاحظوا أن السكان الأصليين في الجزيرة من ذوي البشرة الداكنة. وأنشئت اثنتان من أوائل المستوطنات المحلية، وهما بنبالباغان وإيلوج، بنيت في عامي 1573 و1584 على التوالي، في حين تضمنت المستوطنات الأخرى في تلك الفترة هنيغاران، وباغو، ومارايو (الآن بونتيفيدرا)، ومامالان (الآن هيمامايلان)، وكنداغويت (أصبحت الآن موقعًا لسان انريكي).
بعد تعيين نظام إنكومنديروس للجزيرة، وضع ميغل لوبيز دي ليغازبي نيغروس تحت ولاية حاكم مقاطعة باناي. في 1734 أصبحت الجزيرة منطقة عسكرية مع إيلوج كعاصمة أولى لها. وتم نقل مقر الحكومة لاحقاً إلى هيمايلان حتى أصبحت باكولود العاصمة في عام 1849. في عام 1865 تم تحويل نيغروس وجزرها الصغيرة النائية إلى جانب سيكيخور إلى مقاطعة سياسية عسكرية.
في عام 1890، تم تقسيم الجزيرة رسمياً إلى مقاطعتي نيغروس أوكسيدنتال ونيغروس أورينتال الحالية. استسلم الحاكم الإسباني «إيسيدرو كاسترو وسينكروس» للثوار الزنوج بقيادة «أنيسيتو لاكسون» و«خوان أرانيتا» في 6 نوفمبر 1898. تم تعيين الجنرال ميلر أنيسيتو كحاكماً للجزيرة في مارس 1899. في 9 أبريل 1901 وصلت اللجنة الفلبينية الثانية برئاسة ويليام هوارد تافت إلى دوماغويتي. بعد مرور أسابيع على 1 مايو، تم إنشاء الحكومة المدنية تحت السيادة الأمريكية، وفي 28 أغسطس، أسس الدكتور ديفيد هيبارد ما يعرف الآن بجامعة سيليمان، بمساعدة «ميليتون لرينا» بصفتها رئيس بلدية دوماغويتي الأول، وكذلك ديميتريو لارينا.

### الثورة وتشكيل الجمهورية

علم جمهورية نيجروس قصيرة العمر

في الفترة من 3 إلى 6 نوفمبر 1898 ثارت شعوب النيغرينس ضد الحكومة الاستعمارية الإسبانية المحلية برئاسة الحاكم السياسي العسكري العقيد إيسيدرو دي كاسترو. قرر الاسبان الاستسلام عندما رأوا القوات المسلحة تسير في حركة كماشة نحو باكولود. حمل الثوريون بقيادة الجنرال خوان أرانيتا من باغو والجنرال أنيسيتو لاكسون من تاليساي، أذرعاً مزيفة تتكون من بنادق محفورة من سعف النخيل ومدافع من حصائر الخيزران الملونة باللون الأسود. بحلول ظهر يوم 6 نوفمبر، وقع العقيد دي كاسترو قانون الاستسلام، وبذلك أنهى قرون من الحكم الاستعماري الأسباني في نيغروس أوكسيدنتال.
في ذكرى هذا الحدث، يتم الاحتفال كل يوم 5 نوفمبر كعطلة خاصة غير عاملة في المقاطعة من خلال قانون الجمهورية رقم 6709، الذي وقعته الرئيسة كورازون أكينو في 10 فبراير 1989.
في 27 تشرين الثاني (نوفمبر) 1898 أعلنت جمهورية نيغروس الحرة الاستقلال من جانب واحد، لكن هذا لم يدم طويلًا حيث أصبح ذلك الإقليم محمية للولايات المتحدة في 30 أبريل 1899. تم تغيير اسم الولاية إلى جمهورية نيغروس (بالإسبانية: República de Negros) في 22 يوليو 1899، وفي نهاية المطاف تم حلها من قبل الولايات المتحدة وضمتها الحكومة العسكرية الأمريكية لجزر الفلبين في 30 أبريل 1901.
بعض قادة الجمهورية قصيرة العمر:
- أنيسيتو لاكسون، 05 نوفمبر 1898 - 22 يوليو 1899 (إلى 27 نوفمبر 1898، في نيغروس أوكسيدنتال)
- ديميتريو لرينا، 24 نوفمبر 1898 - 27 نوفمبر 1898 (في نيغروس أورينتال)
- رئيس الجمعية التأسيسية خوسيه لوزورياغا، 22 يوليو 1899 - 6 نوفمبر 1899
- وزير الحرب خوان أرانيتا
- الحاكم المدني ميليسيو سيفيرينو، 6 نوفمبر 1899 - 30 أبريل 1901
- وزير العدل أنطونيو ليديسما جايمي، 5 نوفمبر 1898 - 22 يوليو 1899

### عصر ما بعد الكومنولث
تشكلت المناطق لأول مرة في 24 سبتمبر 1972 عندما تم تنظيم مقاطعات الفلبين في 11 منطقة مختلفة بموجب المرسوم الرئاسي رقم 1 كجزء من خطة إعادة التنظيم المتكاملة للرئيس فرديناند ماركوس. تم تعيين نيغروس أوكسيندتال في فيسياس الغربية (المنطقة VI) وتم تعيين نيغروس أورينتال في فيسياس المركزية (المنطقة VII).

### منطقة جزيرة نيغروس

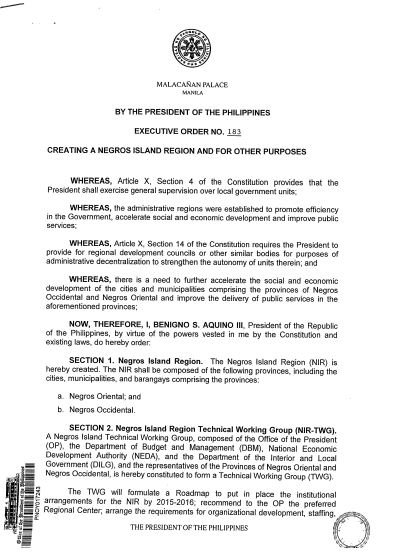
الصفحة الأولى من الأمر التنفيذي 183 بإنشاء منطقة جزيرة نيغروس

بدأت حركة منطقة الجزيرة الواحدة في الثمانينات من القرن الماضي عندما اقترح المسؤولون في كلتا المقاطعتين وحدة جزيرة واحدة ومنطقة واحدة. تعد نيغروس أوكسيدنتال ونيغروس أورينتال المحافظات الوحيدة في الفلبين التي تقع في نفس الجزيرة ولكنها تنتمي إلى منطقتين إداريتين مختلفتين لهما مكاتب إقليمية تقع في باناي وسيبو المجاورتين. استمرت حركة المطالبة بتوحيد المقاطعتين في جزيرة نيغروس في التسعينيات وحتى مابعد عام 2010.
حققت حملة إنشاء منطقة في نيغروس مكاسب عديدة عندما أمر الرئيس بنينو أكينو الثالث وزارة الداخلية والحكم المحلي (DILG) بدراسة إنشاء منطقة جديدة. مع إن الوكالة الحكومية قد أيدت في وقت لاحق هذه الخطوة. أكدت NEDA بالقول إن دراساتها تظهر أن المنطقة المقترحة قابلة للحياة اقتصادياً.
في 29 مايو 2015، وقع الرئيس أكينو على الأمر التنفيذي 183، الذي أنشأ منطقة جزيرة نيغروس. فصلت نيغروس أوكسيدنتال وعاصمتها باكولود عن فيسياس الغربية (المنطقة VI) ونيغروس أورينتال من فيسياس المركزية (المنطقة السابعة) لتشكيل منطقة الجزيرة، مما جعل العدد الإجمالي لمناطق الفلبين 18.

## حل المنطفة
في 9 أغسطس 2017، وقع الرئيس رودريغو دوترتي على الأمر التنفيذي رقم 38، بإلغاء الأمر التنفيذي رقم 183 الموقع من قبل الرئيس السابق بنينو أكينو الثالث في 29 مايو 2015، بسبب عدم وجود أموال لتأسيسه بالكامل تقرير الجرد الوطني وفقا لتقرير بنيامين ديوكنو وزير الميزانية والإدارة. أدى حلها إلى إزعاج المسؤولين الإقليميين في NIR وأثار ردود فعل سلبية قوية من السكان الأصليين.

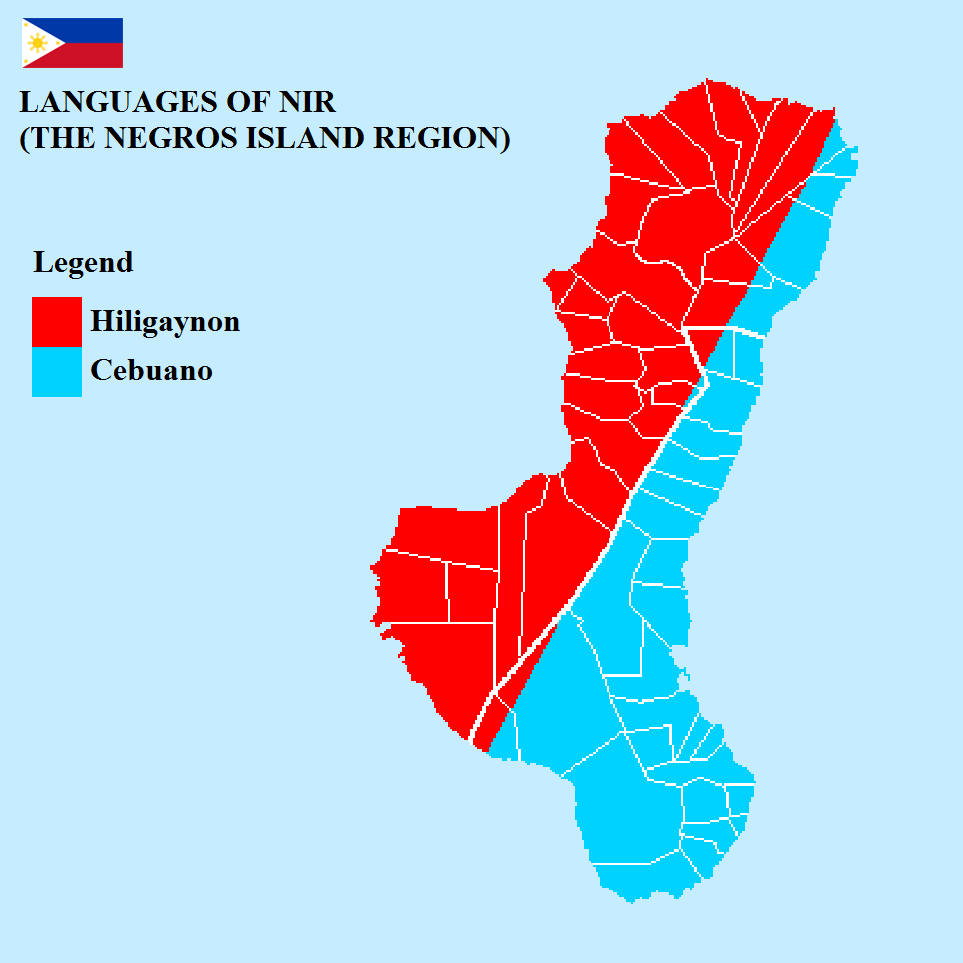
خريطة تُظهر اللغتين المحكية في جزيرة نيغروس.

## الجغرافية
نيغروس هي ثاني أكبر جزيرة في فيساياس (بعد سامار) ورابع أكبر مناطق الفلبين، حيث تبلغ مساحتها الإجمالية 13309.6 كيلومتر مربع (5138.9 ميل مربع). تقع بين جزيرتي باناي وغويماراس من الغرب وسيبو من الشرق، وتقع سيكيخور على مقدمة الجزيرة وجزر بانتایان من الشمال. من الناحية السياسية واللغوية، ينقسم النغروس إلى مقاطعتين: نيغروس أوتشيدنتال، نيغروس أورينتال.
هذا التقسيم للجزيرة، والذي يفصله تقريباً سلسلة الجبال التي تقع في وسط الجزيرة، يتوافق مع المجموعتين اللغويتين الموجودتين فيها. النصف الغربي (أوكسيدنتال) هي موطن للسكان الناطقين بلغة هیلیغاینون، في حين أن النصف الشرقي (أورينتال) موطن للسكان الناطقين باللغة السيبوانية، ويطلق على المجموعتين اسم النيغروسيين.
يعتبر بركان كانلاون الواقع في الجزء الأوسط الشمالي من الجزيرة، هو ثالث بركان نشط في الفلبين ويطل على المجتمعات المتاخمة لها ومدينة باكولود من الغرب. وهي أعلى قمة في الجزيرة بأكملها. القمم البارزة الأخرى في الجزيرة هي جبل سيلاي وجبل ماندالاجان في نيغروس أوكسيدنتال وجبل تالينيس (المعروف أيضًا باسم كويرنو دي نيغروس) في نيغروس أورينتال. هناك أيضاً بحيرات تنتشر في الجزيرة، ومن أبرزها بحيرة بالينساسايو التوأم في نيغروس أورينتال.
يتم توليد الكهرباء في النشاط البركاني في نيغروس إلى من خلال محطتين لتوليد الطاقة الحرارية الأرضية في الجزيرة. يقع أحدهما في بالينبينون في فالنسيا في نيغروس أورينتال والآخر في ميلوم أوف باغو سيتي في نيغروس أوكسيدنتال، ولكن تم إغلاقه في النهاية.
- جسر في مدينة باكولود في يناير 2013.
- وسط مدينة دوماغويتي في أبريل 2016.
- منظر لنيغروس من سيبو عبر مضيق تانون.
- منظر جوي لمدينة سان كارلوس، نيغروس أوكسيدنتال.

## التقسيمات الإدارية

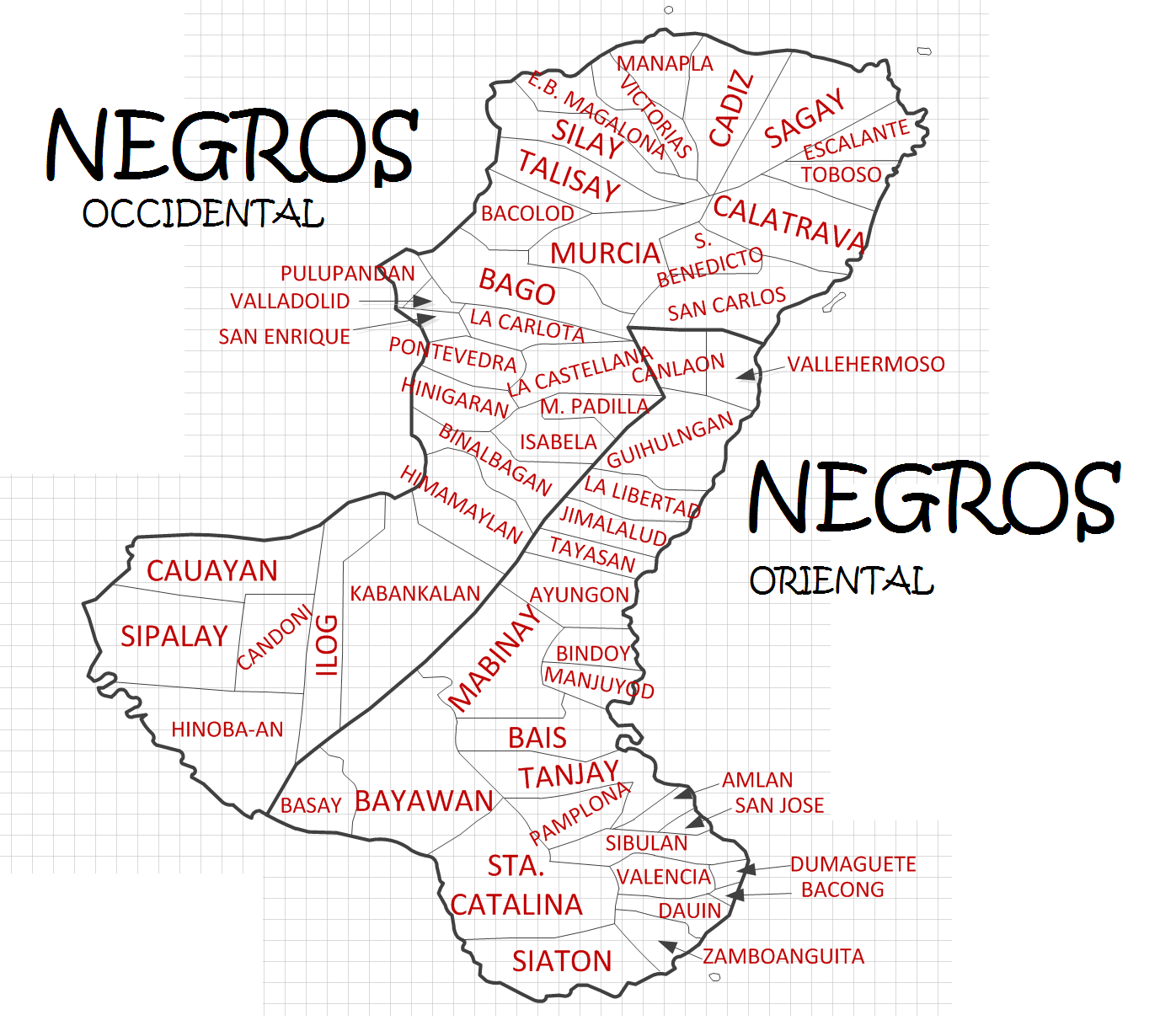
خريطة المدن والبلديات في جزيرة نيجروس

تتألف جزيرة نيغروس من مقاطعتين رئيستيين، وفيها مدينة واحدة عالية التحضر وتحتوي على 18 مدينة و38 بلدية و1219 بلدة. تم تصنيف نيغروس أوكسيدِنتال كجزء من فيسياس الغربية بينما تم تصنيف نيغروس أورينتال كجزء من فيساياس الوسطى.
تعتبر مدينة باكولود هي المدينة الأكثر اكتظاظا بالسكان في الجزيرة والتي تقع وسط منطقة باكولود متروبوليتان (التي تحتوي أيضا على مدينتي تاليساي وسيالي)، وتعتبر مدينة باكولود هي الـمدينة التاسعة عشر من بين أكثر المدن اكتظاظاً بالسكان في دولة الفلبين، في حين تعتبر دوماغويتي هي المدينة الأكثر كثافة سكانية في المنطقة كلها.
نيغروس أوكسيدنتال فيها أكثر المدن عمرانية بين جميع المحافظات في الفلبين. وتضم المقاطعة 13 مدينة و19 بلدية، والتي تنقسم إلى 601 منطقة برنجيه. على الرغم من أن باكولود بمثابة العاصمة، إلا أنها تُحكم بشكل مستقل عن المقاطعة المقابلة لها باعتبارها مدينة حضرية للغاية.
أما مقاطعة نيغروس أورينتال فتضم 6 مدن و19 بلدية، مع 557 برنجيه.

## الطرق
ترتبط مقاطعتي نيغروس بالطرق الرئيسية بين المقاطعات. في باكولود يوجد طريقان رئيسيان هما شارع لاكسون من الشمال وشارع أرانيتا من الجنوب. يتم خدمة المدن وخاصة عواصم باكولود ودوماغويتي بواسطة سيارات الجيب وسيارات الأجرة. تستخدم الدراجات ذات العجلات الثلاث بشكل أساسي في السفر لمسافات قصيرة، وهي شائعة في مدن المدينة والمدن والبلدات الأصغر. محطات الحافلات موجودة في المدن والبلدات الرئيسية في المنطقة. اما الحافلات فيتم إدارتها من قبل «شركة فالاكار ترانزيت كوربريشن» التي بواسطة حافلات سيريس في جزيرة نيغروس بأكملها. هناك خدمات منتظمة للعبارات المائية والعبارات السريعة للمدن والبلدات الساحلية بين مناطق الجزيرة.

### المطارات
حاليا، هناك مطاران يخدمان جزيرة نيغروس، مطار باكولود سلاي الدولي، الواقع في مدينة سيالي في منطقة باكولود متروبوليتان، ومن المتوقع أن يصبح البوابة الدولية الرئيسية لمدينة نيغروس. يقع مطار سيبولان في مدينة سيبولان، ويخدم المنطقة العامة في دوماغويتي والمدن المجاورة لها. ومع ذلك، يتم التخطيط لإنشاء مطار جديد في بلدة باكونغ، جنوب دوماغويتي، لتحل محل المطار القديم في سيبولان.

## الاقتصاد

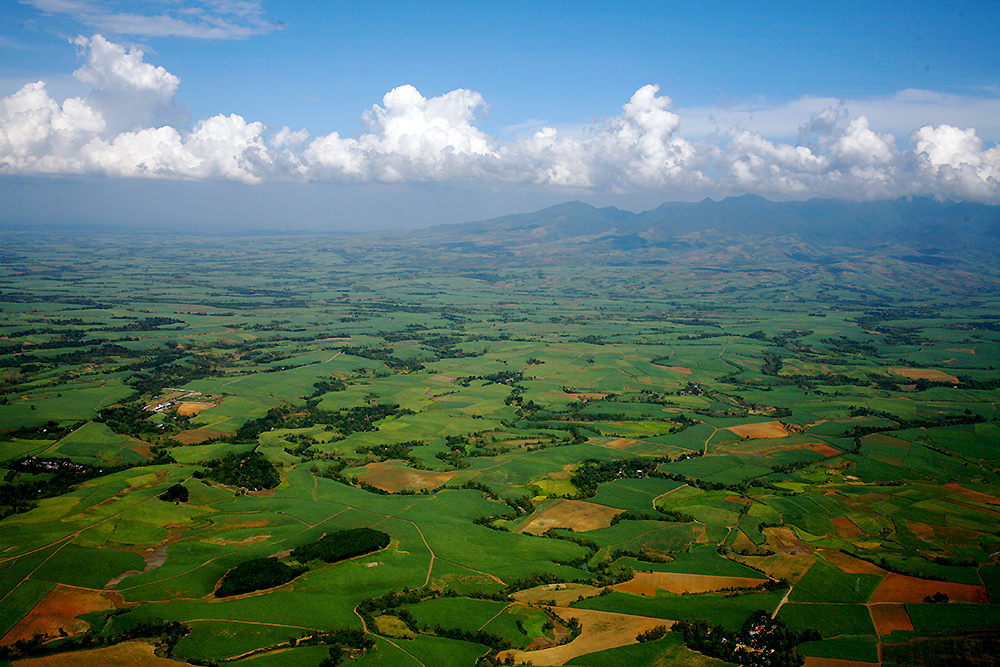
مزارع قصب السكر الواسعة بالقرب من باكولود.

تعتبر جزيرة نيغروس هي المنتج والمصدر الرئيسي للسكر في البلاد. وتحتوي على العديد من مزارع قصب السكر الكثيرة المنتشرة في المناطق الزراعية للجزيرة. كما تنتج الجزيرة القطن والخشب الصلب. ويعد السكر هو أكبر صناعة في الجزيرة، تليها المنتجات الزراعية العضوية وتربية طيور الصيد. تقع المنطقة الرئيسية لزراعة السكر في شمال وغرب الجزيرة، وتمتد من الشمال الغربي على طول سواحل بحر فيسيان ومضيق غيماراس، وهي واحدة من المناطق المنخفضة الرئيسية في البلاد في فيساياس. تهدف نيغروس الآن إلى أن يكون المنتج الرئيسي للمنتجات الزراعية العضوية في آسيا.
يشتمل تكرير السكر على العديد من المنتجات الثانوية مثل الأسيتيلين والأسمدة والروم. الصيد هو الصناعة الرئيسية ومقرها في مدينة قادس. هناك أيضا عدد من أحواض السمك وأصبحت تربية الجمبري إحدى الصناعات الرئيسية. وتعد باكولود سيتي هي مركز التجارة والتمويل في نيغروس. حيث توجد شركات النفط والمصانع ومصانع تعبئة الزجاجات والشركات الصناعية الحليفة وتصنيع الفولاذ وتوليد الطاقة الكهربائية والأعمال التجارية الزراعية وتربية الجمبري وغيرها من مشروعات الاستزراع المائيd. بحلول نوفمبر 2016، أنتجت نيغروس ما مجموعه 14.355 مليار ين ياباني، مما جعل محافظاتها أغنى محافظات باقي البلاد.

## السياحة
نيغروس لديها الكثير من مناطق الجذب السياحي. في مدينة سيالي وحدها هناك 30 منزلاً أثرياً يعود للأسلاف، من أبرزها بالاي نيغرينس. تعد المهرجانات أيضاً من المعالم السياحية الرئيسية في نيغروس، ومن أبرزها مهرجان ماسكارا في مدينة باكولود، الذي يتم الاحتفال به خلال الأسبوع الثالث من شهر أكتوبر، وكذلك مهرجان بوغلاسان في مدينة دوماغويتي، الذي يُقام أيضًا في أكتوبر. تعرض المتاحف ثقافة وتاريخ وشعوب نيغروس، على سبيل المثال متحف نيغروس، الذي يقع خلف مجمع مبنى الكابيتول في مقاطعة نيغروس أوكسيدنتال. تقدم مورسيا وسلفادور بنديكتو خبرات في منطقة نيغروس أوكسيدينتال الداخلية، المعروفة سابقًا بمنتجع مومبوكال الخاص بها، في حين أن الأخيرة تمثل "عاصمة الصيف لـ"نيغروس أوكسيدينتال". يحظى فوهة بركان كانلاون بالإضافة إلى قمم أخرى مجاورة بشعبية بين متسلقي الجبال والمتنزهين الذين يزورون الجزيرة. أصبحت بلدة بولوباندان الواقعة في الطرف الغربي من نيغروس تحظى بشعبية كبيرة بين محبي مراقبة الطيور. بفضل المحمية الجديدة لمراقبة الطيور.
عندما يتعلق الأمر بالشواطئ والمنتجعات الساحلية في المنطقة، فإن أكثرها شعبية هي جزيرة لاكاون في مدينة كاديز وجزيرة جومابو في مدينة إسكالانتي وجزيرة سيباواي / ريفوجيو في مدينة سان كارلوس ومدينة سيبالاي وهينوبا أن ومنجويود. ومن أهم مناطق الجذب في كاوايان هي «بونتا بولاتا وايت بيتش ريزورت» وجزيرة دانجوجان، والتي تعد بمثابة مكان رئيسي للغوص في مقاطعة نيغروس أوكسيدنتال. وقد تم إنشاء محمية بحرية في مدينة ساجاي، والتي تحمي الحياة البحرية والشعاب المرجانية في كاربن ومكا، مما يجعلها بمثابة جذب شعبي لمحبي الحياة البحرية. تشتهر بلدية داوين بمنتجعاتها الشاطئية وجزيرة آبو هي منطقة غوص شهيرة ومحمية بحرية في نيغروس أوكسيدنتال وبحيرة بالانان. تحظى مدينة دوماغويتي بشعبية كبيرة بين الطلاب، ويعود السبب في ذلك إلى حد كبير لوجودها كمدينة جامعية في المنطقة. أصبحت جزيرة بيز منذ ذلك الحين مكانًا سياحياً لمشاهدة الحيتان والدلافين، نظرًا لخط الساحل الذي يطل على مضيق تانون. يعتبر منتجع «أنتولانج بيتش ريزورت» وخليج تامبوبو باي وكذلك بحيرة بالانان الداخلية بمثابة ثلاثة عوامل جذب مهمة في مدينة سيتون. تقع سان خوسيه وفالنسيا داخل بلدات سيبولان، وتحتوي على متنزه حديقة بحيرة التوأم الطبيعية، والذي يعد بمثابة نقطة جذب مهمة للسياح الذين يتجهون إلى داخل نيغروس أوكسيدنتال.

## الطاقة

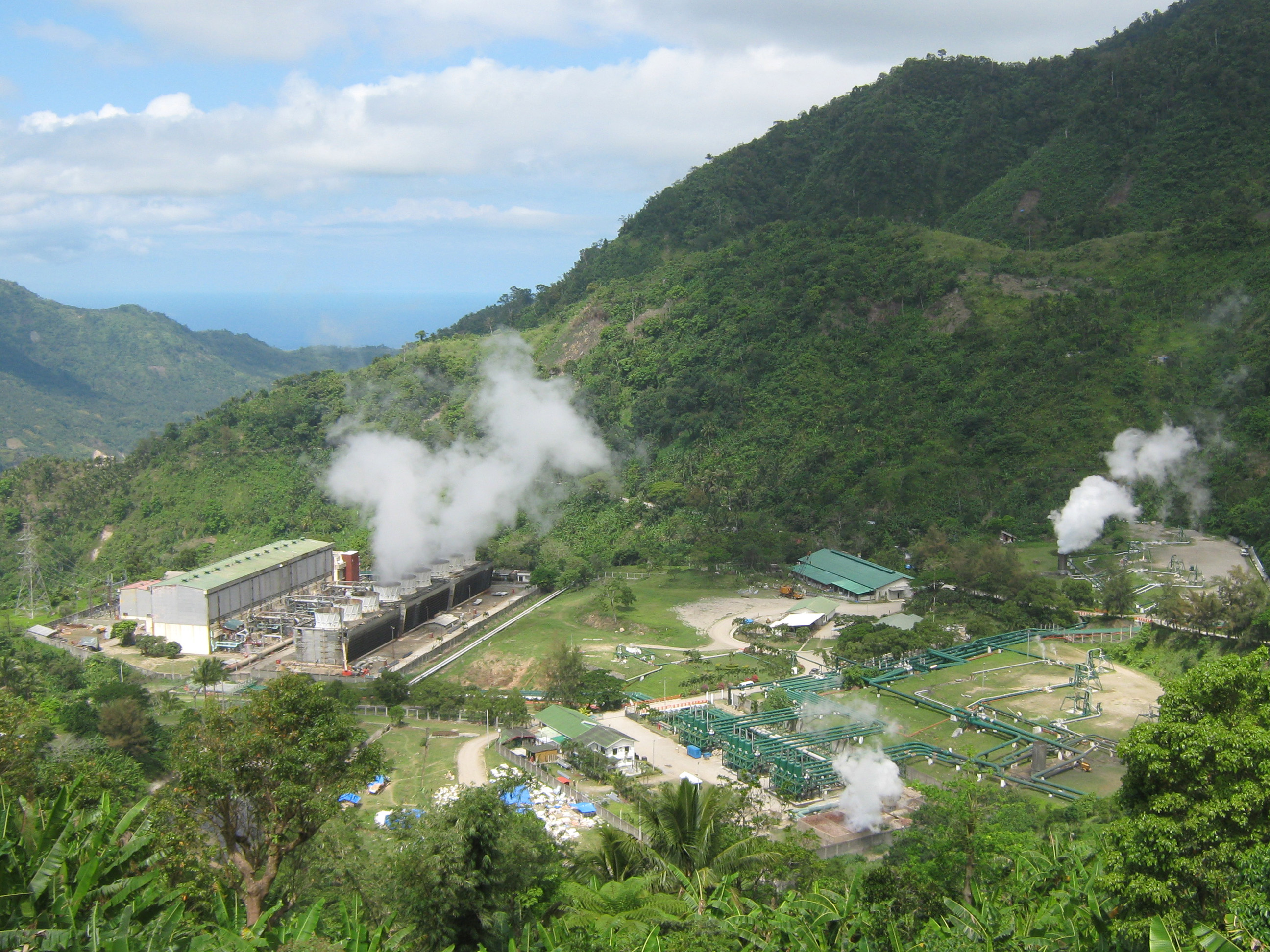
محطة توليد الطاقة الحرارية الأرضية "بالينبينون".

تشتهر الجزيرة باستخدام الطاقة الحرارية الأرضية لتوفير الكهرباء لسكانها. في سان كارلوس بمقاطعة نيغروس أوكسيدنتال حيث توجد شركة الطاقة المعروفة باسم سان كارلوس للطاقة الشمسية (SaCaSol)، ويتم استخدام الطاقة الشمسية لتزويد المدينة والبلديات المحيطة بها بالطاقة الكهربائية.
تستخدم المدن الداخلية ومدن نيغروس الطاقة الكهرومائية المكتسبة من الينابيع والأنهار والشلالات. بسبب الزراعة القائمة على قصب السكر في المنطقة الجزيرة، قد تصبح جزيرة نيغروس هي المركز الرئيسي لإنتاج الوقود الحيوي في البلاد، مع استخدام قصب السكر لإنتاج الإيثانول.

## الأنواع المهددة بالانقراض
نيغروس، مثل مركز الفلبين (فيساياس) بشكل عام، معترف بها عموماً باعتبارها مجالاً ذا أولوية قصوى لحفظ الحياة البرية، سواء من حيث عدد الأنواع المستوطنة من الحيوانات أو شدة التهديد. أكثر من نصف الأنواع المهددة بالانقراض المدرجة في الفلبين تكون في نيغروس. وهي أكثر المناطق عرضة للتهديد في الفلبين، حيث يوجد بها أقل غطاء حرجي متبقي وأعلى أعداد الأنواع الحيوانات المستوطنة المهددة بالانقراض والأنواع الفرعية. جبل سيلاي وجبل ماندالاجان هما أحد قمم الجبال في متنزه نيغروس الطبيعي. هذه الجبال توجد فيها غابات بدائية بطيئة النمو. ومن الأنواع المسجلة المهددة بالاتقراض في هذه المنطقة هي طائر الوقواق الأبيض الجناحين، نقار الزهور ذو الحزام الأسود، بابلر الاشعل، أبو قرن أصهب الرأس، وأبو قرن التاريكتيكي، وعازف القرع، الرفراف وينشل، والببغاء ذو القبعة الزرقاء، وأفياء فلبيني.

## الهوامش
1. ↑  "جزر الفلبين". إدارة الجزيرة. برنامج الأمم المتحدة للبيئة. مؤرشف من الأصل في 2019-03-24.
2. ↑  "Negros". قاموس أوكسفورد. مؤرشف من الأصل في 2017-12-08.
3. ↑  "الكتاب السنوي الفلبيني لعام 2010" (PDF) (ط. الثالث والعشرون). مانيلا، الفلبين: هيئة الاحصاء الفلبينية. ص. 37. ISSN:0116-1520. مؤرشف من الأصل (PDF) في 2018-09-26.
4. ↑  هيئة الاحصاء الفلبينية. تعداد السكان في الفلبين (2015). PSA.
5. ↑  بوزا، مايكل (5 حزيران, 2015). "حقائق سريعة: منطقة جزيرة نيغروس". رابلر. مؤرشف من الأصل في 12 نوفمبر 2018. {{استشهاد بخبر}}: تحقق من التاريخ في: |تاريخ= (مساعدة)
6. ↑  بوستيلو، روي (20 حزيران, 2015). "Negros Island Region is now Region XVIII". سي أن أن بالفليبيني. مؤرشف من الأصل في 7 فبراير 2019. {{استشهاد بخبر}}: تحقق من التاريخ في: |تاريخ= (مساعدة)
7. 1 2  "أكينو يوافق على إنشاء منطقة جزيرة نيغروس". ديلى إنكوايرر الفلبينية. 5 حزيران, 2015. مؤرشف من الأصل في 25 أبريل 2019. {{استشهاد بخبر}}: تحقق من التاريخ في: |تاريخ= (مساعدة)
8. 1 2  "ضم بينوي إلى مقاطعتي تيغروس في منطقة واحدة". ABS-CBNnews.com. 5 حزيران, 2015. مؤرشف من الأصل في 14 ديسمبر 2015. {{استشهاد بخبر}}: تحقق من التاريخ في: |تاريخ= (مساعدة)
9. ↑  أن/أي (9 آب, 2017). "موجز: قضايا الرئيس رودريغو دوترت القرار 38 الذي يلغي إنشاء منطقة جزيرة نيجروس". سي أن أن بالفلبيني. مؤرشف من الأصل في 2019-12-15. {{استشهاد بخبر}}: تحقق من التاريخ في: |تاريخ= (مساعدة)
10. 1 2  Foreman, J., 1906, The Philippine Islands, A Political, Geographical, Ethnographical, Social and Commercial History of the Philippine Archipelago, New York: Charles Scribner's Sons
11. ↑  "دول العالم - الفلبين - جمهورية نيغروس". مؤرشف من الأصل في 2019-03-24.
12. ↑  "ماذا ذهب قبل: تاريخ الانشقاقات والاندماجات". ديلى إنكوايرر الفلبينية. 19 مايو 2015. مؤرشف من الأصل في 2017-08-09.
13. ↑  "حلم نيغروس: أكينو لن يعلق، يشير إلى روكساس". ديلى إنكوايرر الفلبينية. 27 مايو 2014. مؤرشف من الأصل في 2019-03-28.
14. ↑  غوميز, كارلا (6 يناير 2015). "منظور منطقة الجزيرة". Visayan Daily Star. مؤرشف من الأصل في 2016-03-04.
15. ↑  "نيدا: نيغروس أوكسدينتال يمكن أن يعيش إذا انفصل". ذا فريمان. النجمة الفلبينية. 19 أبريل 2015. مؤرشف من الأصل في 2017-08-09.
16. ↑  "Executive Order No. 183, s. 2015". Official Gazette 2015. مؤرشف من الأصل في 2017-03-19.
17. ↑  "غضب النغروس بسبب أمر دوتره بحل منطقة نيغروس". سن ستار. 9أغسطس 2017. مؤرشف من الأصل في 9 أغسطس 2017. {{استشهاد بخبر}}: تحقق من التاريخ في: |تاريخ= (مساعدة)
18. ↑  "يريد سولون نقل المطار من دوماغويتي إلى موقع جديد في مدينة باكونغ". النجمة الفلبينية. 19 نوفمبر, 2014. مؤرشف من الأصل في 12 نوفمبر 2017. {{استشهاد بخبر}}: تحقق من التاريخ في: |تاريخ= (مساعدة)
19. ↑  "نيغروس في حالة تأهب من انفلونزا الطيور". سن ستار. مؤرشف من الأصل في 2014-02-09.
20. ↑  خوان، تشيت (13 يوليو 2015). "هل جزيرة نيجروس هي السلة العضوية في آسيا؟". مانيلا تايمز. مؤرشف من الأصل في 2017-08-09.
21. ↑  "آغريلنك 2016 لتسليط الضوء على إمكانيات الزراعة العضوية لمنطقة جزيرة نيجروس". Agrilink. 20 سبتمبر 2016. مؤرشف من الأصل في 2 نوفمبر 2018. اطلع عليه بتاريخ أكتوبر 2020. {{استشهاد بخبر}}: تحقق من التاريخ في: |تاريخ الوصول= (مساعدة)
22. ↑  "حول نيغروس أوكسيدنتال - حكومة مقاطعة نيجروس أوكسيدنتال". www.negros-occ.gov.ph. مؤرشف من الأصل في 2018-12-06.
23. ↑  "مقاطعتي نيغروس الأغنى في الفلبين". سن ستار. مؤرشف من الأصل في 2017-09-14.
24. ↑  "مهرجان بوغلاسان في نيغروس أورينتال". الموقع الرسمي لمدينة دوماغويتي. مؤرشف من الأصل في 2018-11-27.
25. ↑  بيكيو، بيلي (24 يوليو 2013). "متحف نيغروس: طريقة سريعة للتعرف على الجزيرة". مؤرشف من الأصل في 2018-11-29.
26. ↑  "حرارة الصيف في نيغروس". سن ستار. 12 مايو 2017. مؤرشف من الأصل في 2018-10-04.
27. ↑  "بولوباندان: محمية جديدة لمراقبة الطيور". 4 فبراير 2012. مؤرشف من الأصل في 2019-03-18.
28. ↑  "مشاهدة الدلافين في مدينة بيز، نيغروس أورينتال". 16 أوكتوبر 2012. مؤرشف من الأصل في 28 مارس 2019. {{استشهاد ويب}}: تحقق من التاريخ في: |تاريخ= (مساعدة)
29. ↑  الموقع الرسمي لشركة SaCaSol نسخة محفوظة 26 مارس 2019 على موقع واي باك مشين. [وصلة مكسورة]
30. ↑  Espina، Rolly (2 مايو 2006). "نيغروس قد تصبح مركز الوقود الأحفوري". النجمة الفلبينية. مؤرشف من الأصل في 2017-08-09.

## الروابط الخارجية
- الموقع الرسمي لحكومة مقاطعة نيجروس أوكسيدنتال
- الموقع الرسمي لحكومة إقليم نيجروس أورينتال